# Brasão de armas do Turquemenistão
O brasão de armas do Turquemenistão foi criado após a independência da União Soviética em 1991.

## Descrição
A estrela de oito pontos de cor verde (conhecida como a estrela Rub El Hizb, um símbolo do Islão), com bordas douradas e no seu centro um círculo, que levam ramos de trigo e algodão, cinco tapetes, e centrado sobre um círculo menor azul contendo um cavalo Akhal-Teke, uma fonte de orgulho para o povo turcomeno. Uma variante do emblema, que incluiu diferentes cores e de forma arredondada, foi utilizado a partir de 1992 até 2004.
Os cinco motivos tradicionais dos tapetes no disco vermelho representam as cinco grandes tribos ou casas, e dos valores tradicionais e religiosos do país. Estas tribos do Turquemenistão em ordem tradicional são:
- Teke (Tekke)
- Yomut (Yomud)
- Arsary (Ersary)
- Chowdur (Choudur)
- Saryk (Saryq)

Os Salyr (Salor), uma tribo que diminuiu como resultado da derrota militar antes do período moderno, não está representada, nem várias pequenas tribos ou sub-tribos.
As cores verde e vermelha aparecem neste escudo porque têm sido historicamente veneradas pelos turcomenos. Os elementos centrais são rodeados por trigo que aludem ao hábito de saudar os clientes com pão e sal. Acima do trigo e do círculo vermelho aparece uma lua crescente de cor branca, típica da simbologia turca, e cinco estrelas com cinco pontas cada, também de branco. A lua crescente simboliza a esperança do país para um futuro brilhante e as estrelas representam as cinco províncias (Welayatlar) do Turquemenistão: Ahal, Balkan, Daşoguz, Lebap e Mary.
A maioria dos elementos do brasão de armas estão presentes na bandeira nacional.

## História
Antes da independência da URSS, o Turquemenistão tinha um brasão de armas semelhante a todas as outras repúblicas soviéticas. Um único tapete, que não corresponde a nenhum dos padrões tribais, foi representado no Brasão de armas da RSS Turquemena.
- (1921-1991)
- (1991-2000)
- (2000-2003)
- (2003-presente)